# Оратница
„Оратница“ е българска музикална група, която смесва български фолклор с елементи от съвременните музикални стилове като дъбстеп, дръм енд бейс, хип-хоп и др. Музиката е изцяло акустична – съчетание между диджериду, кахон/тъпан, кавал и глас. Представлява интерпретация на български и балкански традиционни мотиви, пречупени през електронните модерни стилове, примесени с византийското църковно пеене. Името на групата идва от народния обичай Оратница, изпълняван преди Сирни заговезни.

## История
„Оратница“ се ражда през 2009 г., докато музикантите свирят по морето. Скоро идеята се развива и те решават да интерпретират българската народна музика по начин, близък на по-младите поколения.
На 11 ноември 2009 г. е първият им концерт в бившия столичен клуб Twins. През февруари 2010 година групата печели София Фюжън Рали – конкурс за интерпретация на българска народна песен, след който музикантите подписват договор с българо-белгийския лейбъл Fusion Embassy. През лятото на същата година взимат участие в няколко български фестивала, сред които Spirit of Burgas, Beglika Free Fest и Айляк Фест.
През май 2012 година излиза едноименният им дебютен албум – „Оратница“, съдържащ 12 песни. . През същата година започват и междунардоните им изяви. Групата провежда Няколко европейски турнета, отделни клубни участия и участия на фестивали в Германия, Словакия, Гърция, Норвегия, Русия, Малайзия, както и на EXIT в Сърбия.
На 9 октомври 2015 г. в София е представен вторият студиен албум на групата – „Фолктрон“, в столичния клуб „MIXTAPE 5“. Последван е от национално турне, което минава през градовете Русе, Варна, Велико Търново и Пловдив.

## Членове
Групата е сформирана през 2009 г. от Християн Георгиев (кавал), Георги Маринов – Хорхе (диджериду), Иван Господинов – Попа (вокал) и Петър Йорданов – Бъни (кахон).

## Дискография
2012 – Оратница (Oratnitza)
1. Интро: Инструментал
2. Църни очи
3. Мале ле
4. Шарена гайда
5. Елай моме
6. Пуста младост
7. Бях пил вино
8. Витоша
9. Мари Марийко
10. Еленко
11. Леле Свашке
12. Църни очи Ремикс (by Kottarashky)

2015 – Фолктрон (Folktron)
1. Начало
2. Стъпил Добри
3. Янинка
4. Желкя
5. Кажи, Райно
6. Гано, Гано
7. Дойди, дойди
8. Трап, моме!
9. Хубава си, моя горо (на живо)
10. Желкя Ремикс (by High Roll)

- Alter ethno - 2018
1. Мало Село
2. Етиопа
3. Везден мома
4. Пушка пукна
5. Момице
6. Трънке, Тодорке
7. Покрай река
8. Дойди, Дойди (ремикс)
  - From the aibum  Folktron remixed for the 2018